# Mogata socken
Mogata socken i Östergötland ingick i Hammarkinds härad, ingår sedan 1974 i Söderköpings kommun och motsvarar från 2016 Mogata distrikt.
Socknens areal är 79,88 kvadratkilometer, varav 78,42 land. År 2000 fanns här 1 011 invånare. Tätorten Mogata med sockenkyrkan Mogata kyrka ligger i socknen. 

## Administrativ historik
Mogata socken har medeltida ursprung. Ur socknen utbröts 1718 Börrums socken.
Vid kommunreformen 1862 övergick socknens ansvar för de kyrkliga frågorna till Mogata församling och för de borgerliga frågorna till Mogata landskommun. Landskommunen inkorporerades 1952 i Stegeborgs landskommun och ingår sedan 1974 i Söderköpings kommun. Församlingen uppgick 2002 i S:t Anna församling som 2010 uppgick i Söderköping S:t Anna församling.
1 januari 2016 inrättades distriktet Mogata, med samma omfattning som församlingen hade 1999/2000. 
Socknen har tillhört samma fögderier och domsagor som Hammarkinds härad.  De indelta soldaterna tillhörde  Andra livgrenadjärregementet, Livkompanit. De indelta båtsmännen tillhörde Östergötlands båtsmanskompani.

## Geografi
Mogata socken ligger sydöst om Söderköping söder om Slätbaken kring sjön Strålången. Socknen är odlingsbygd i väster och småbergig skogstrakt i öster.

## Fornlämningar
Kända från socknen är några boplatser från stenåldern, några gravrösen från bronsåldern samt 19 gravfält från järnåldern. En runristning är känd vid Hov.

## Namnet
Namnet (1355 Mogatu) kommer från en väg som också gett kyrkbyn sitt namn. Förleden är mo, 'sandig mark', efterleden är gata, (inhägnad) väg'. Mogata kyrka ligger vid landsvägen på en rullstensås mellan Söderköping och Stegeborg.

### Fotnoter
1. 1 2  Svensk Uppslagsbok andra upplagan 1947–1955: Mogata socken
2. 1 2  Harlén, Hans; Harlén Eivy (2003). Sverige från A till Ö: geografisk-historisk uppslagsbok. Stockholm: Kommentus. Libris 9337075. ISBN 91-7345-139-8
3. ↑  ”Församlingar”. Statistiska centralbyrån. https://www.scb.se/hitta-statistik/regional-statistik-och-kartor/regionala-indelningar/forsamlingar/. Läst 30 december 2022.
4. ↑  Administrativ historik för Mogata socken (Klicka på församlingsposten). Källa: Nationella arkivdatabasen, Riksarkivet.
5. ↑  Om Östergötlands båtsmanskompani
6. 1 2  Sjögren, Otto (1931). Sverige geografisk beskrivning del 2 Östergötlands, Jönköpings, Kronobergs, Kalmar och Gotlands län. Stockholm: Wahlström & Widstrand. Libris 9939
7. 1 2  Nationalencyklopedin
8. ↑  Fornlämningar, Statens historiska museum: Mogata socken
9. ↑  Fornminnesregistret, Riksantikvarieämbetet: Mogata socken Fornminnen i socknen erhålls på kartan genom att skriva in sockennamn (utan "socken") i "Ange geografiskt område"
10. ↑  Mats Wahlberg, red (2003). Svenskt ortnamnslexikon. Uppsala: Institutet för språk och folkminnen. Libris 8998039. ISBN 91-7229-020-X. https://isof.diva-portal.org/smash/get/diva2:1175717/FULLTEXT02.pdf